# Иннокентий (Беляев)
Архиепископ Иннокентий (в миру Иван Васильевич Беляев; 23 сентября [5 октября] 1862, Владимирская губерния — 9 [22] сентября 1913, Санкт-Петербург) — епископ Православной Российской Церкви; с 7 декабря 1909 года — архиепископ Карталинский и Кахетинский, Экзарх Грузии, постоянный член Святейшего Синода. Почётный член Московской (1911) и Казанской (1912) духовных академий.

## Биография
Родился в семье священника Владимирской епархии. В 1881 году окончил Владимирскую духовную семинарию, в 1885 году — Казанскую духовную академию со степенью кандидата богословия.
С 1885 года — преподаватель русской словесности и литературы в Тобольской духовной семинарии и Тобольском женском епархиальном училище, а затем преподавал в Тобольской женской Мариинской гимназии; с 1887 года — инспектор классов в ней.
Был женат, имел детей, однако и супруга, и дети скончались, что и привело его к принятию монашества в марте 1895 года; с 26 марта 1895 года — иеромонах.
В 1895 году был возведён в сан архимандрита, был назначен ректором Литовской духовной семинарии и настоятелем Виленского Свято-Троицкого монастыря. Также был председателем епархиального училищного совета, председателем комитета Свято-Духовского братства по изданию народных книг и брошюр, председателем комиссии по устройству народных чтений.
В 1898 году напечатал капитальный труд «О пострижении в монашество», за который Совет Казанской духовной академии в 1899 году присудил ему учёную степень магистра богословия.
С 1 августа 1899 года — епископ Сумской, викарий Харьковской епархии.
С 10 декабря 1901 года — епископ Нарвский, викарий Санкт-Петербургской епархии.
С 8 февраля 1903 года — епископ Тамбовский и Шацкий.
Находясь на Тамбовской кафедре, проявил себя энергичным администратором, активно участвовал в организации торжественных мероприятий по прославлению преподобного Серафима Саровского. Для улучшения церковного управления восстановил Козловское викариатство в составе епархии, руководил перестройкой епархиального собора и строительством здания свечного епархиального завода, обустроил женское епархиальное училище. Активно привлекал духовенство к миссионерской деятельности.
В ноябре 1905 года владыка Иннокентий благословил создание монархического Тамбовского Серафимовского Союза русских людей, активно занимавшегося борьбой с революционным движением. Участвовал во Всероссийском монархическом съезде в Москве в 1907 году. Участвовал в работе Предсоборного присутствия.
В 1907 году по поручению Синода ревизировал Владикавказскую, а в 1909 — Екатеринославскую епархии.
С 7 декабря 1909 года — архиепископ Карталинский и Кахетинский, Экзарх Грузии и член Святейшего Синода. Стал Экзархом Грузии в трудной ситуации, когда его предшественник архиепископ Никон (Софийский) был убит террористами. Смог стабилизировать положение дел в экзархате, грузинская часть духовенства которого выступала за восстановление автокефалии.
Скончался 9 (22) сентября 1913 года от паралича сердца в петербургском доме Духовного ведомства. Похоронен на братском кладбище Александро-Невской лавры рядом с могилой митрополита Санкт-Петербургского и Ладожского Антония (Вадковского), учеником (в Казанской духовной академии) и близким другом которого являлся.